# Canals de l'Estràs
El Canals de l'Estràs són uns barrancs que discorre del tot dins del terme municipal de la Vall de Boí, a la comarca de l'Alta Ribagorça, i dins el Parc Nacional d'Aigüestortes i Estany de Sant Maurici.
«La gent del país en diu lastràs, zona de llastres».
Els canals baixen a esquerra i dreta del Cap de la Pleta Mala, pel vessant occidental, cap a l'Estany de Sarradé.